# Picaro Művészeti Produkciós Műhely
A Picaro Művészeti Produkciós Műhelyt 1992-ben hozták létre az Arvisura Színház vezető színészei, akik színészi munkájuk mellett rendezői ambíciókat is tápláltak, táplálnak magukban.
Ez a társulás (Picaro) összefogná azokat a kezdeményezéseket, amelyek művészileg értékesnek ígérkeznek, de nincs anyagi, vagy emberi háttér a megvalósításra. A produkciók készítése során más-más társulatok tagjai, vagy egyénileg érkező művészek találkozását is lehetővé teszik, hogy új szakmai közösséget alkotva dolgozhassanak.
A társulat alapkoncepciója a szabad kezdeményezés és független megítélés elveire épül. Ez azt jelenti, hogy a Műhely nem emel ki semmilyen művészeti stílust, irányzatot, iskolát, hanem csakis a produkciók létrehozását, azaz az egyes művészeti – és nemcsak színházi – projektek megvalósulásához szükséges feltételrendszert igyekszik megteremteni. A futó projekteket – különösen gazdálkodási és művészeti szempontból – egymástól teljesen függetlenül kezeli. Ennek a kiindulópontnak megfelelően a Picaro műfajtól függetlenül nyitott minden művészeti kezdeményezés felkarolására, amely e támogatást igényli. Bár az alapítvány elsősorban színházi alkotások készítésére koncentrálódik, nem zárja ki más (képzőművészeti, zenei, tánc-, stb.) művészeti produkciók létrejöttének támogatását sem, elsősorban ezek egy produkción belüli találkozását szem előtt tartva.
Az eddigi munkák túlnyomó többségének a Szkéné Színház adott otthont, melyet a magyar alternatív színházi élet egyik fellegváraként tartanak számon.[forrás?] Ennek ellenére a Picaro az “alternatív” jelzőt nem kívánja magára vonatkoztatni, mert egyrészt az alapítók nézete szerint a színház kétféle lehet: jó és rossz, másrészt mert rendelkezik tradicionális színházi tapasztalatokkal is, melyeket éppúgy használ, mint a kortárs tánc vagy a modern színházak eszközeit.

## Külső hivatkozások
- A Picaro honlapja